# Biblioteca de la Real Academia de Jurisprudencia y Legislación
La Biblioteca de la Real Academia de Jurisprudencia y Legislación es el espacio físico e institucional que reúne los fondos bibliográficos de la Real Academia de Jurisprudencia y Legislación de España y de las academias que la precedieron. Fue formalmente instituida en 1883, aunque sus funciones aparecen ya en la Academia Matritense en 1839. Está ubicada en Madrid, en el palacio de la Calle Marqués de Cubas.

## Historia
Sus fondos iniciales fueron aportados por las academias que precedieron a la Real Academia: Academia de Derecho Español y Público (establecida en 1763), conocida como “Academia de Santa Bárbara” por su advocación a esta santa. En su momento, se exigía a los nuevos académicos que aportaran “libros” o dinero. También han llegado libros procedentes de las academias de Carlos III y Fernando VII, fundadas por este último en 1826. Sin embargo la parte fundamental de los fondos proceden de la Academia de la Purísima Concepción que en 1838 sería denominada Academia Matritense de Jurisprudencia y Legislación y finalmente, en 1882 pasaría a ser la actual Real Academia de Jurisprudencia y Legislación. 
El cargo de bibliotecario se menciona por primera vez  respecto a la Academia Matritense en 1839. Ese año fue nombrado bibliotecario Fernando Álvarez siendo éste un miembro más de la Junta Directiva. Bibliotecarios ilustres fueron: Manuel Torres Campos, José Maluquer y Salvador, y ya en el siglo XX Agustín González de Amezúa. Estatutariamente fueron las constituciones de 1876 y de 1883 cuando quedó regulada la función de la Biblioteca.
El ex-libris fue desde el inicio la imagen de la Inmaculada Concepción. El primer catálogo de los fondos es de 1850 y contaba con 1058 volúmenes. El catálogo de 1876, formado por Torres Campos ya consta de 2188.

## Fondos bibliográficos
Los fondos bibliográficos son de cualquier rama del derecho, seguida de la historia, la política y la filosofía. La mayoría de las obras son en español, aunque también hay numerosas en francés y unas cuantas en italiano, inglés y alemán. Además, la biblioteca abarca diversas colecciones relacionadas con el hacer jurídico y de la Academia:
- Discursos de ingreso de los académicos; de inauguración de curso y conferencias pronunciadas en la Academia (muy abundantes durante el XIX y parte del XX).
- Publicaciones periódicas: 
  - Revista de la Academia de Jurisprudencia y Legislación (1875), y 1950-1961.
  - Anales de la Real Academia de Jurisprudencia y Legislación, (1973-2011).
  - Estudios de la Real Academia de Jurisprudencia y Legislación (2011- actual).
- Fondos antiguos: Obras de los siglos XVI, XVII y XVIII.
- Colección de folletos siglo XIX (Guerra de Independencia, reinado de Fernando VII y primeros años de Isabel II).
- Colección de obras de Benedictus de Spinoza y tratados sobre el mismo.

## Biblioteca Digital
Desde 2008 la Academia cuenta con una biblioteca digital de libre acceso, denominada Iuris Digital, con un fondo de 1474 títulos. Cuenta además con obras raras o únicas como folletos de los primeros años del XIX en su mayoría de carácter político, económico, algunos satíricos y muchos referidos a la Constitución de 1812. También ha incluido la obra de aquellos autores que fueron un enlace entre la Ilustración y el movimiento constitucionalista como Sempere y Guarinos, Manuel Lardizábal, Francisco Martínez Marina y Javier de Burgos.
Iuris Digital está embarcada en un proceso de digitalización –a cargo de DÍGIBIS–  de sus propios fondos históricos y también de la producción jurídica y administrativa para incluir las obras más significativas de esta temática en España. Esta especialización refleja la historia del derecho en España y la evolución de la enseñanza del mismo, así como la historia de las instituciones y de la administración de la justicia.

## Enlaces relacionados
- Real Academia de Jurisprudencia y Legislación de España